# Piscicola punctata
Piscicola punctata är en ringmaskart som först beskrevs av Addison Emery Verrill 1871.  Piscicola punctata ingår i släktet Piscicola och familjen fiskiglar. Inga underarter finns listade i Catalogue of Life.